# Didier Brunner
Didier Brunner (Neuilly-sur-Seine, 6 de março de 1948) é um produtor cinematográfico francês. Como reconhecimento, foi nomeado ao Oscar 2014 na categoria de Melhor Filme de Animação por Ernest & Celestine.